# 新生儿呼吸窘迫综合征
新生儿呼吸窘迫综合征（英語：Infant respiratory distress syndrome），之前稱為肺透明膜病（hyaline membrane disease），是一種常見於早產兒的症候群，導因於肺部介面活性劑發展的機能不全和肺的發育不全，或可能是新生兒感染的後果。也可能是關於可合成表面活性劑之蛋白質製造的遺傳問題。IRDS會影響約1%的新生兒並造成早產兒的死亡。隨著孕齡的延長，其機率也跟著降低，從約26–28周出生的嬰兒中的50%，到30－31週出生的嬰兒為25%。此種症候群在男性、白種人、糖尿病母親的嬰兒和早產雙胞胎之中較晚出生者更常見。
IRDS不同於肺發育不全，肺發育不全是另一個造成新生兒死亡的原因，也和呼吸困難有關。

## 症狀及體徵
新生兒呼吸窘迫症候群出生後不久即會開始，發作表現為急促的呼吸、心跳过速、每分鐘超過60下、胸壁回縮、呼氣有咕嚕聲、鼻翼搧動和皮膚變成藍色。
隨著病程發展，嬰兒可能會漸漸通氣衰竭（血中二氧化碳濃度增加）和長時間呼吸停止。不論有無治療，臨床上急性期約 2-3 天。在第一天患者的病情會惡化，需要的供氧會越來越多。若有足夠的氧氣供給，第二天嬰兒會顯著穩定，在第三天病情會急性期已消除，很快地嬰兒就可以解尿。儘管照護技術進步了許多，新生兒呼吸窘迫症候群仍是發達社會中，第一個月新生兒最常見的直接死因。其併發症包含代謝問題（酸中毒、低血糖）、開放性動脈導管、低血壓、慢性肺部變化和腦內出血。因為其他器官的未成熟及可能導致的功能缺陷，這種疾病通常會有併發症。

## 病因
肺泡與肺泡內部的交界面附有一層水以幫助氧氣、二氧化碳穿過肺泡細胞進行擴散作用，然而由于水的表面张力过大，水的表面張力會阻礙肺部的扩张，肺部倾向于萎陷，造成呼吸困难。為此，肺泡細胞會製造肺表面活性剂以降低肺泡上层水膜的表面張力，增大肺顺应性，以利于肺部的扩张，促進氣體交換。然而早產兒的肺表面活性物质细胞尚未成熟，無法製造肺表面活性剂，在出生後肺泡表面的水將阻礙肺部的扩张，导致肺顺应性过低，新生儿的呼吸将异常艰苦.最终导致完全呼吸衰竭，肺部萎陷，甚至死亡。

### 肺部介面活性劑成分与生成
肺部介面活性劑（PS）是由Ⅱ型肺泡上皮细胞合成并分泌的一种磷脂蛋白复合物，磷脂约占80%，其中磷脂酰胆碱即卵磷脂（phosphatidyl cholin,PC）是起表面活性作用的重要物质。胎兒18—20周時开始产生，继之缓慢上升，35-36周迅速增加达肺成熟水平。

## 組織病理學
死於呼吸窘迫症候群的嬰兒身上可以看到病理組織的特點，也即是其別名「肺透明膜病」（HMD）的由來。肺泡塌陷，襯裡的肺透明膜有光滑層。此外，患者的肺呈現浸潤、氣路過度擴張和襯裡細胞受到破壞。

## 病理生理學
呼吸窘迫症候群之新生兒的肺，有種稱為肺表面活性物质的必要原料製造不足。表面活性劑可以避免在正常的吸氣和呼氣循環中，終端氣室（未來會發展成肺泡的部位）塌陷的情形。表面活性劑的不足是因被新生兒體內產生的胰島素抑制，特別是母親是糖尿病病患的情形。
肺部介面活性劑（表面張力素）是一個由膽固醇、蛋白質和醣蛋白組成的複雜系統，是由特別的肺部細胞（稱作II型細胞或II型肺泡細胞）構成，介面活性劑由構造中的細胞（稱作片狀體）包裹，並釋放到氣室。片狀體接下來就張開成為複雜的氣室內襯，減少肺泡的氣室壁所襯液體的表面張力。表面張力素負擔了約2/3的內部彈性回縮力。同樣的，在固定體積下，氣泡也會收縮至最小表面積，因此氣/水界面（意謂著液體表面）將會盡可能的縮小，從而導致氣室收縮。介面活性劑透過減少表面張力的方式，避免氣室在吐氣時完全塌陷。並且，較小的表面張力使氣室可以在較少施力下再擴張。若沒有足量的介面活性劑，氣路塌陷且非常難再重新擴張。
在顯微鏡下，一個肺部介面活性劑不足的肺，其特徵有塌陷與過度擴張交替的氣室、血管阻塞，以及肺透明膜。肺透明膜由纖維蛋白、細胞碎片、紅血球、少量的嗜中性球和巨噬細胞組成。它們外形類似嗜酸性細胞、非固形材料，襯在氣路內或充滿氣路，會阻礙氣體交換。因此，血流經過肺的時候，無法獲得氧氣並排出二氧化碳，血中氧氣濃度降低而二氧化碳升高，使血中酸的濃度增加，並有缺氧情形。肺部結構的不成熟（由每單位氣體交換量的下降和增厚的肺泡壁顯示），這也會讓病情加劇。若有此疾病，在急救時的治療性給氧和正壓呼吸器雖對維持生命有幫助，但可能會損害肺。

## 診斷
診斷是由臨床表現和胸部x光判定，若檢查顯示肺容積減少（鐘形胸）以及胸腺消失（約6小時後）、包含所有肺葉都有可能出現小面積（0.5–1 mm）、分離且均勻的浸潤（有時被形容為「毛玻璃樣」的外觀或如近期所描述的「擴散的氣室和間質性混濁」）和空氣支氣管像（air-bronchogram，因有空氣的支氣管被浸潤液包圍，在影像上對比較為明顯），表示有新生儿呼吸窘迫综合征。在嚴重的案例中，上述情形會讓心臟邊界變得不明顯（「white-out」，即在影像上顯示變白）。

## 預防
給予孕婦糖皮質激素會加速胎兒製造表面張力素。在緊急早產案例中，會在未測試胎兒肺成熟度的情況下給予糖皮質激素。美國婦產科醫師學會（ACOG）、英國皇家醫學院和其他代表性組織建議孕齡小於34周有早產風險的孕婦，採用產前糖皮質激素療法。較於單一療程的治療，糖皮質激素的多重療程，看起來並沒有減少死亡風險，也沒有降低兒童神經發育障礙的風險。
孕期大於30周者，透過表面張力素的抽樣檢查來檢驗胎兒肺成熟度。會以羊膜穿刺術的方式，用針穿過母親的腹部和子宮，有些測試可以檢驗表面張力素的製造。包括卵磷脂-鞘磷脂比（L/S），磷脂酰甘油（PG）的驗出，近期的方式是看表面張力素/白蛋白（S/A）比。當L/S比小於2:1，胎兒的肺可能有表面張力素不足的問題。磷脂酰甘油常常代表胎兒肺部的成熟度。S/A比的單位是一毫克的表面張力素比一克的白蛋白，小於35表示肺部不成熟，35-55之間需再追蹤，大於55則表示表面張力素生產功能成熟（和 L/S比有關，正常值為2.2及以上）。

## 治療
治療方式包括持續性的以正壓，從呼吸道小量給予氧氣（持續性正壓呼吸器、CPAP），以及從靜脈輸液穩定血中糖、鹽類和壓力。若嬰兒的情況惡化，可再插入呼吸導管到氣管中，並且間歇性由機械裝置給出合成或從動物肺中提取的外源性表面張力素製劑，通過呼吸管進入肺部。一些最常用的表面活性劑是Survanta（來自牛肺）或其通用形式Beraksurf，針對住院的極低出生體重嬰兒，這可以降低30%死亡風險。極小的早產嬰兒可能會保持給氧數個月。 一項研究表明，一種全氟化碳霧化劑perfluoromethyldecalin，在新生兒呼吸窘迫症候群之豬肺模型的研究中，可以減低發炎情形。在嚴重的阻塞性疾病症候群中，常見有慢性肺部疾病（包含肺支氣管發育不良，簡稱BPD）的情形。肺支氣管發育不良的病因有許多，可能是由於氧氣造成，也有可能是因過度換氣或通氣不足。
體外膜氧合（ECMO，俗稱葉克膜）是一種可能的治療方法，通過模擬肺部氣體交換過程的裝置提供氧氣。但是，新生兒如果體重低於4.5磅（2 公斤）便不能裝上葉克膜 ，因為他們的血管極小，無法裝上管子，若選用更小的套管尺寸，對血流的阻力便較血管的阻力大，會阻礙足夠的流動。又，少於34周的早產兒有些生理系統尚未完善（特別是腦血管和原生質層），會導致對酸鹼值、氧分壓和顱內壓之微小變化的高度敏感。 另外，如果在孕齡小於32週時施用ECMO，會有高度出現早產兒腦室內出血（IVH）的風險。
INSURE（Intubation-surfactant-extubation）方法是先插入氣管導管、給予表面活性劑、之後再拔除氣管導管。相關的第一篇隨機研究在是1994年提出，根據薈萃分析整合的資料，此方式可以成功地減少機械通氣的使用並降低支氣管肺發育不良（BPD）的發生率。

## 相關疾病
急性呼吸窘迫症候群（ARDS）和新生兒呼吸窘迫症候群有些共同點。新生兒的瞬時性呼吸急促也會有類似新生儿呼吸窘迫综合征的症狀。

## 著名病患
- 1963年時，美國總統约翰·肯尼迪的兒子帕特里克·布维尔·肯尼迪（Patrick Bouvier Kennedy），孕齡34週時早產出生，兩天後因為呼吸窘迫症候群而死亡[14]。